# 日本国の建国
日本国の建国（にほんこくのけんこく）では、古事記及び日本書紀における日本の建国について解説する。

## 概要
神話、国史である日本書紀・古事記は、九州日向国に生まれた神日本磐余彦尊が、岡田宮等を経ての東征を行い、大和国橿原宮で初代天皇（神武天皇）に即位した時を以て、日本国が建国されたとする。また、日本という国号が法令で決まったのは大和国藤原京の大宝律令からである。明治5年太政官布告第342号により法的にこの事績を日本国の建国とした。戦後においては、（建国記念の日となる日を定める政令）（昭和41年12月9日政令第376号）において国民の祝日である「建国記念の日」が2月11日と定められた。

## 神武東征以前
『日本書紀』によると、 神日本磐余彦天皇（カムヤマトイワレビコ）は45歳（数え年）の時、天祖ニニギが天降って179万2470余年になるが、遠くの地では争い事が多く、シオツチノオジによれば東に美しい国がある。そこへ行って都を作り国を治めたいと思い、東征に出た。『古事記』によると、神倭伊波礼毘古命（カムヤマトイワレビコ）は、兄の五瀬命（イツセ）と共に、日向の国高千穂で、葦原中国を治めるにはどこへ行くのが適当か相談した結果、東へ行くことにした。

## 即位
辛酉年春正月、庚辰朔、つまり神武天皇即位紀元の元年の正月、磐余彦は建国の詔である橿原奠都の詔を発布し橿原宮で即位し、始馭天下之天皇（はつくにしらすすめらみこと）と称した。数え歳52歳の歳であった。

## 建国年の問題
国家としての日本、日本の民族・文化は、有史以前からの長い年月を経て段階的に形成されて来ていて、明確な建国の時期を示す記録は存在しない。建国記念の日（旧・紀元節）は、記紀で神武天皇が即位したとされる日（紀元前660年1月1日〔旧暦〕、2月11日〔新暦〕）となっている。『日本書紀』神武紀に、カムヤマトイワレヒコ（神武天皇）が辛酉年春正月庚辰朔（1月1日）に即位したとの記述があり、古代以来、これが日本建国の画期と広く考えられていた。建国の時期として、この他に「日本」国号の始まりである難波宮、定められた時期（飛鳥浄御原令ないし大宝律令の成立）や大政奉還がなされて近代国家の建設が始まった明治維新の時期などが挙げられることもある。しかし、国家としての日本は、長い歴史的な経緯を経て形成され、明確な建国の画期を見出すこと自体が困難と言え、主観的なものとなりがちである。

## 法令における「建国」
1872年12月15日（明治5年11月15日）には、神武天皇即位紀元が西暦紀元前660年に始まると定められ、これを元年とする紀年法・「皇紀」が明治6年1月1日（1873年1月1日）から使用された。
また、明治5年太政官布告第342号により法的にこの事績を建国とした。 其の後、公的には、この神武天皇即位紀元をもとに1957年（昭和32年）頃から「建国記念日」制定に関する法案が9度に渡り提出されてきたが、歴史学の立場から見る神武天皇の即位は、当の記紀に何人もの人が100歳以上生きていたなどの記述もあることから神話と見られ事実でないとするのが戦後の大勢であったため、いずれも成立には至らなかった。しかし1966年（昭和41年）建国記念の日となる日を定める政令（昭和41年政令第376号）により、2月11日が「建国されたという事象そのものを記念する」として「建国記念の日」が定められた。神武天皇の存在については実在論もあり、議論は続いている。戦後、皇紀の使用は、一部を除き殆ど無くなった。